# مولیانو
مولیانو (به ایتالیایی: Meugliano) یک کومونه در ایتالیا است که در استان تورین واقع شده‌است.

## خصوصیات
مولیانو ۴٫۵ کیلومترمربع مساحت و ۹۶ نفر جمعیت دارد.